# Chlamydophytum aphyllum
Chlamydophytum aphyllum là một loài thực vật có hoa trong họ Balanophoraceae. Loài này được Mildbr. mô tả khoa học đầu tiên năm 1925.